# Gian Orlando Vassallo
Giovanni Orlando Vassallo, detto Gian Orlando (Lucca, 13 marzo 1883 – Roma, 16 gennaio 1960), è stato un attore, regista e sceneggiatore italiano del cinema muto.

## Biografia
Esordì come attore nel 1914 alla Latium Film di Roma nella pellicola Il sogno continua diretto da Ubaldo Pittei. Nel 1914 passò come regista alla Lucarelli Film di Palermo e poi all'Etna film e la Sicula film di Catania, dove fu direttore artistico.
Riprese la sua attività dopo la prima guerra mondiale e lavorò presso altre manifatture come la Filmgraph, Flegrea Film e Italica Ars.
Attivo fino al 1930, diresse oltre una ventina di film, tutti in epoca del muto, curandone anche la sceneggiatura; tra questi: Il silenzio del cuore (1914), Un giorno a Palermo (1914), Occultismo (1914), Paternità (1914), Alba di libertà (1915), Presentat-arm! (1915), Vincolo segreto (1916), Noemi (1919), Sogno di primavera (1919), Finalmente mio!... (1920), Ninnola (1920), La baraonda (1923), Brigata Firenze (1928), Le mani sugli occhi (1929) e La leggenda di Wally (1930)